# Cayratia clematidea
Cayratia clematidea är en vinväxtart som först beskrevs av F. Müll., och fick sitt nu gällande namn av Karel Domin. Cayratia clematidea ingår i släktet Cayratia och familjen vinväxter. Inga underarter finns listade i Catalogue of Life.